# Abbubaker Mobara
Abbubaker Mobara (sinh ngày 18 tháng 2 năm 1994) là một cầu thủ bóng đá người Nam Phi thi đấu ở vị trí hậu vệ và tiền vệ cho Cape Town City ở Premier Soccer League.
Vào tháng 6 năm 2016 Orlando Pirates xác nhân chuyển nhượn Mobara từ Ajax Cape Town kết thúc sự nghi ngờ rằng cầu thủ này muốn gia nhập Mamelodi Sundowns.

## Cuộc sống ban đầu
Mobara, đến từ Mitchells Plain ở Cape Flats, bắt đầu thi đấu bóng đá ở trườn và được chú ý bởi trinh thám của Ajax Cape Town sau khi ghi bàn cho câu lạc bộ địa phương trước trong trận chung kết cúp.

## Sự nghiệp ban đầu
Mobara trước đó thử việc ở FC Twente, FC Porto, và RC Lens trước khi trở lại Ajax Cape Town. Mobara cũng từng dành thời gian cùng với AFC Ajax nhưng không được ký hợp đồng.

## Sự nghiệp quốc tế
Anh từng thi đấu ở các cấp độ U-17, U18 và U-20 cho Nam Phi.

## Danh hiệu

### Cá nhân
- Cầu thủ xuất sắc nhất Cúp Nedbank 2016–17

### Câu lạc bộ
Ajax Cape Town
- MTN 8: 2015

### Quốc gia
Bafana Bafana
- Cúp COSAFA: 2016